# تروی ایکمن
تروی کِنِث اِیکمن (Troy Kenneth Aikman) (زادهٔ ۲۱ نوامبر ۱۹۶۶)، کوارتربک سابق فوتبال آمریکایی است که ۱۲ فصل به‌همراه تیم دالاس کابویز در لیگ ملی فوتبال (NFL) بازی کرده‌است. او پس از فارغ‌التحصیلی از دانشگاه اکلاهما، برندهٔ جوایز فردی فوتبال کنفرانس pac-12 در UCLA شد و از سوی کابویز در NFL Draft ۱۹۸۹ به‌عنوان First Overall برگزیده شد. ِاِیکمن به عنوان باسابقه‌ترین کوارتربک کابویز، شش‌بار برای بازی‌های تمام ستاره (Pro Bowl) انتخاب شد و سه عنوان سوپر بول از سال ۱۹۹۲ تا ۱۹۹۵ به او رسید.
او از زمان بازنشستگی در سال ۲۰۰۰، به‌عنوان گزارشگر ورزشی تلویزیون برای شبکهٔ فاکس فعالیت کرده‌است.

## اوایل زندگی
اِیکمن در ۲۱ نوامبر ۱۹۹۶ چشم به جهان گشود. او دورهٔ نخست کودکی‌اش را در وست کووینا، ایالت کالیفرنیا سپری کرد. زمانی که اِیکمن ۱۲ ساله بود، خانواده‌اش به هنریتا، ایالت اوکلاهاما نقل‌مکان کردند. اِیکمن آنجا در دبیرستان هنریتا فوتبال و بیسبال بازی می‌کرد و افتخارات All-State نصیبش شد. اِیکمن همچنین قهرمانی در PowderPuff دبیرستان‌های ایالت اوکلاهاما را به دست آورد.

## دوران کالج

### اوکلاهاما سونرز
تیم نیویورک مِتس قصد داشت با اِیکمن قرارداد ببندد، اما او به‌جای بیسبال، فوتبال را انتخاب کرد و در دانشگاه اوکلاهاما به سرمربی‌گریِ بری سوییتزر حضور یافت.
در سال ۱۹۸۴، اِیکمن اولین دانشجوی سال اولی بود که از زمان جنگ جهانی دوم در پست کوارتربک برای اوکلاهاما بازی می‌کرد. او همچنین به هم‌تیمی آینده‌اش، مایکل ایروین و سرمربی آینده، جیمی جانسون که استعداد او را در زمان سرمربی‌گری در اوکلاهاما استیت کشف کرد، باخت.
در ۱۹ اکتبر، جرومی براون از میامی از خط حمله عبور کرد و در خط ۲۵ یاردی سونر اِیکمن را نقش بر زمین کرد و مچ پای او را شکست.

### UCLA بروینز
بری سوییتزر ناظر انتقال اِیکمن به یوسی‌ال‌ای بود، برنامه‌ای تحت‌نظر تری دوناهو که برای یک کوارتربکِ پاس‌دهنده مؤثرتر بود.
اِیکمن به‌عنوان تازه‌کار موفق شد جایزهٔ بهترین بازیکن تهاجمی سال Pac-10 را از آن خود کند. او بروینز را به رکورد ۲–۱۰ و بازی‌های 1987 Aloha Bowl سوق داد، جاییکه در آن فلوریدا گیتورز را با نتیجهٔ ۱۶–۲۰ شکست دادند.
او به‌عنوان دانشجوی سال آخری، جایزهٔ Davey O’Brien Award را به‌عنوان برترین کوارتربک که این‌هم جزو اولین‌ها برای یوسی‌ال‌ای بود، برنده شد. فصل ۱۹۸۸ با پیروزی ۱۷ بر ۳ بروینز بر آرکانزاس ریزربکس در بازی 1989 Cotton Bowl Classic که در دالاس انجام شد، به اوج رسید.
در سال ۲۰۰۸، اِیکمن برای تالار مشاهیر فوتبال کالج برگزیده شد. در ۲۸ نوامبر ۲۰۱۴، یوسی‌ال‌ای بازیکن شمارهٔ ۸ خود را در نیمهٔ اول بازی مقابل استنفورد بازنشسته کرد.

## حرفه

### دالاس کابویز
اِیکمن اولین overall pick در 1989 NFL Draft بود. در ۲۵ فوریه ۱۹۸۹، جری جونز، صاحب جدید تام لندری را اخراج و جیمی جانسون را جایگزین او کرد.
اِیکمن اولین بازی پیش از فصل NFL را در ۲۶ اوت ۱۹۸۹ در مقابل دنور برانکِس انجام داد. اولین حضور او در NFL با باخت ۲۸ بر صفر به نیو اورلئان سینتس شروع شد. هفتهٔ بعد، اِیکمن اولین پاس تاچ‌داون خود را به مایکل ایروین داد، اما تیم آتلانتا فالکونز دو پاس را قطع کردند و برنده شدند.
بعد از اولین فصل نه‌چندان موفقیت‌آمیز اِیکمن، دالاس، امیت اسمیتِ فلوریدا گیتورز را در مرحله اول 1990 NFL Draft انتخاب کرد.
در سال ۱۹۹۱، اِیکمن کابویز را به رکورد ۶ بر ۴ در ده بازی اول این تیم رساند و باعث شد تا کابویز در هفتهٔ ۱۲ از واشینگتن ردسکینز شکست‌ناپذیر سبقت بگیرد. همین زمان بود که اِیکمن آسیب دید و استیو بورلین جای او را گرفت و دالاس فصل را با نتیجهٔ ۵ بر صفر به پایان رساند و بازی شمارهٔ پنج پلی‌آف را به دست آورد.
در سال ۱۹۹۲، اِیکمن با آمار ضربات نهایی (۳۰۲)، یارد گذرانده (۳۴۴۵) و پاس‌های تاچ‌داون (۲۳) موفقیت زیادی کسب کرد و سبب شد تا کابویز رکورد ۱۳ پیروزی در یک فصل و در NFC دومین رکورد برتر را به دست بیاورد.
کابویز به پیروزی ۳۰ بر ۲۰ رسید، در شرایطی که اِیکمن دو پاس تغییردهندهٔ بازی را داد تا کابویز را به اولین حضور در سوپر بول از سال ۱۹۷۹ تا آن زمان برساند. در سوپر بولِ XXVII اِیکمن در برابر بوفالو بیلز، کابویز را به پیروزی ۵۲ بر ۱۷ رساند (این بازی به قید قرعه در استدیوم خانگی‌اش رز بول انجام شد). اِیکمن با ۲۲ پاس از ۳۰ پاس به فاصلهٔ ۲۷۳ یارد و ۴ تاچ‌داون، عنوان ارزشمندترین بازیکن را از آنِ خود کرد.
در سال ۱۹۹۳، دالاس به برد ۱۲–۴ رسید که بهترین رکورد در NFC محسوب می‌شد. در پلی‌آف، اِیکمن دوباره دالاس را به پیروزی در بازی خانگی رساند، اما این‌بار در برابر تیم جوان و نوپای گرین بِی پَکرز با هدایتِ کوارتربکِ این تیم برت فیور که در فصل اول کامل خود به‌عنوان یک کارتربک تازه‌کار بازی می‌کرد.
در ۲۹ مارس ۱۹۹۴، سرمربی جیمی جانسون این تیم را ترک کرد و جری جونز به‌جای او بری سویتزر، سرمربی سابق اِیکمن در اوکلاهاما را استخدام کرد.
در سال ۱۹۹۵، اِیکمن ۳۳۰۰ یارد را گذراند و کابویز باز هم با بهترین رکورد در NFC فصل را به پایان رساند و بعد ازاین تیم، فورتی ناینز دومین رتبه را از آن خود کرد.
در سال ۱۹۹۶، اِیکمن با وجود مشکلات، باز هم به دالاس کمک کرد به یک عنوان دیگر در NFC East Division و یک پیروزی در بازی خانگی برای راند پلی‌آفِ Wild Card با حساب ۴۰ بر ۱۵ در برابر مینه‌سوتا وایکینگز به دست بیاورد. هفتهٔ بعد، دالاس در بازی پلی‌اف با نتیجهٔ ۲۶ بر ۱۷ مغلوب کارولینا شد.
در سال ۱۹۹۷، اِیکمن به اولین کوارتربکی در تاریخ کابویز تبدیل شد که سه فصل ۳ هزار یاردی متوالی داشت، اما این تیم با نتیجهٔ ۶ بر ۱۰ بازی را به پایان رساند و پلی آف را برای اولین‌بار از سال ۱۹۹۰از دست داد.
سال ۱۹۹۸ برای اِیکمن و کابویز موفقیت‌آمیز بود، به این ترتیب که به‌رغم از دست دادن پنج بازی، با هنرنمایی اِیکمن دوباره دالاس به NFT East و بازی‌های حذفی برگشت.
فصل ۱۹۹۹ با یک شگفتی بزرگ برای اِیکمن و کابویز شروع شد، چرا که آن‌ها در برابر ردسکینز به میدان رفتند. اِیکمن پنج پاس تاچ‌داون داد و در وقت اضافه واشینگتن را مغلوب کرد.
فصل ۲۰۰۰، آخرین فصل اِیکمن به‌عنوان بازیکن حرفه‌ای فوتبال بود. او در طول این فصل آسیب‌دیدگی‌های زیادی را متحمل شد. آخرین بازی اِیکمن بازی خانگی در برابر واشینگتن ردسکینز بود.
در تعطیلات فصل سال ۲۰۰۱، باشگاه از تمدید قرارداد ۷۰ میلیون دلاری ـ۷ ساله با اِیکمن صرف‌نظر کرد و او بعد از آن‌که نتوانست با تیمی قرارداد ببندد، سرانجام بازنشستگی خود را در ۹ آوریل اعلام کرد. اِیکمن دوران حرفه‌ای خود را به‌عنوان برترین پاسور تاریخ کابویز (۳۲۹۴۲ یارد) به پایان رساند.
اِیکمن در مصاحبه‌ای رادیویی در دسامبر ۲۰۱۳ بیان کرد که دلیل واقعی بازنشستگی او مشکلات کمرش بوده که در فصل آخر مدام از آن رنج می‌برده‌است.
اِیکمن در مصاحبه‌ای در سال۲۰۲۰ گفت که قصد داشته بعد از جدایی از کابویز در سال ۲۰۰۱به تیم سن دیه‌گو چارجرز ملحق شود، اما آن‌ها با داگ فلوتی قرارداد امضا کردند و او تصمیم به بازنشستگی گرفته‌است.

## فعالیت‌های بعد از بازنشستگی
اِیکمن بعد از بازنشستگی از فوتبال حرفه‌ای به‌عنوان بازیکن، برای فصل ۲۰۰۱ به‌عنوان مفسر و کارشناس به برنامه‌های تلویزیونی NFC در شبکهٔ فاکس پیوست.
اِیکمن همچنین میزبان برنامه‌ای ورزشی رادیویی است که روزهای پنجشنبه از ۷ تا ۸ بعدازظهر درمنطقهٔ زمانی شرقی و در شبکهٔ Sporting News Radio پخش می‌شود و در طول فصل فوتبال به‌صورت هفتگی در برنامهٔ صبحگاهی Dunham & Miller در ایستگاه رادیویی گفت‌وگوهای ورزشی دالاس 1310 The Ticket حاضر می‌شود.
اِیکمن که در سال ۱۹۹۹ در فهرست ۱۰۰ بازیکن برتر فوتبال The Sporting News، در رتبهٔ ۹۵ قرار گرفت، سال‌ها سخنگوی رسمی وینگ‌استاپ بوده‌است.
در ۱۹ سپتامبر ۲۰۰۵، در بین نیمهٔ بازی کابویز-ردسکینز (که در برنامهٔ فوتبال دوشنبه‌شب پخش شد)، اِیکمن همراه با مایکل ایروین و امیت اسمیت به رینگ افتخار دالاس کابویز فراخوانده شد. در ۵ اوت ۲۰۰۶، اِیکمن یکی از شش بازیکنی بود که برای تالار مشاهیر فوتبال حرفه‌ای انتخاب شد.
در ۷ فوریه ۲۰۰۹، در مراسمی بین دو نیمهٔ بازی بسکتبال UCLA_Notre Dame، انتخاب اِیکمن برای تالار مشاهیر فوتبال کالج گرامی داشته شد. اِیکمن بیان کرد که در زمان تحصیل در رشتهٔ جامعه‌شناسی، کار پاره‌وقت انجام می‌داده‌است.
در ۹ فوریه ۲۰۱۰، اِیکمن عضو هیئت‌مدیرهٔ بنیاد ملی فوتبال شد.
او از پاییز ۲۰۱۰ همراه با هالک هوگن، یکی از سخنگوهای Rent-a-Center است.
در پاییز ۲۰۱۱، اِیکمن بخشی از هیئت مشاوران مدرسهٔ هیئت امناییِ آکادمی مقدماتی آکسفورد در جنوب کالیفرنیا شد.
در نوامبر ۲۰۱۳، اِیکمن برندهٔ جایزه سالگرد نقره‌ایِ ۲۰۱۴ شد. این جایزه هر سال به شش ورزشکار سابق کالج بعد از گذشت ۲۵ سال از زمانی که در دوران کالج خود بازی کرده‌اند، اهدا می‌شود.
در مارس ۲۰۱۴، اِیکمن به‌عنوان شریک و سخنگو برای IDLife معرفی شد.

### تالار مشاهیر مسابقات
اواخر سال ۲۰۰۵، اِیکمن همراه با یکی دیگر از کوارتربک‌های سابق کابویز، راجر استاباک، مسابقات اتومبیل‌رانی تالار مشاهیر را بنیان نهاد، به این ترتیب که تری لابونته و تونی رینز هر دو شورولت DLP HDTV شمارهٔ ۹۶ را در سری رقابت‌های جام ناسکار ۲۰۰۶ هدایت می‌کردند (شمارهٔ ماشین مسابقه‌ای از ضربِ شمارهٔ اِیکمن در تیم کابویز یعنی ۸ در شمارهٔ استاباک یعنی ۱۲ به دست آمده بود).

## زندگی شخصی
اِیکمن که روزی در نشریهٔ تگزاس مانتلی به‌عنوان واجد شرایط‌ترین مرد مجرد معرفی شده بود، با لوری مورگان، خواننده، قرار می‌گذاشت. او در ۸ آوریل ۲۰۰۰، در پلانو، تگزاس با روندا ورثی، روزنامه‌نگار سابق کابویز، ازدواج کرد. ورثی از ازدواج سابق خود دختری به نام راشل دارد. ورثی و اِیکمن دو دختر دارند. این زوج در ۲۴ ژانویه ۲۰۱۱ اعلام کردند که از هم جدا شده‌اند. طلاق آنها در ۱۲ آوریل ۲۰۱۱ قطعی شد.